# Халупа, Вацлав (старший)
Вацлав Халупа (чеш. Václav Chalupa; род. 31 октября 1934, Йиндржихув-Градец) — чехословацкий гребец, выступавший за сборную Чехословакии по академической гребле в 1960-х годах. Обладатель бронзовой медали чемпионата Европы, победитель и призёр первенств национального значения, участник двух летних Олимпийских игр.

## Биография
Вацлав Халупа родился 31 октября 1934 года в городе Йиндржихув-Градец, Чехословакия.
Впервые заявил о себе в академической гребле на международном уровне в сезоне 1960 года, когда вошёл в состав чехословацкой национальной сборной и благодаря череде удачных выступлений удостоился права защищать честь страны на летних Олимпийских играх в Риме. В составе экипажа-двойки, куда также вошли гребец Мирослав Стрейчек и рулевой Франтишек Станек, занял третье место на предварительном квалификационном этапе, затем показал второй результат в дополнительном отборочном заезде — выйти в финал не смог, уступив более секунды команде из Италии.
После римской Олимпиады Халупа оставался действующим спортсменом ещё в течение одного олимпийского цикла и продолжал принимать участие в крупнейших международных регатах. Так, в 1961 году он отметился выступлением на домашнем чемпионате Европы в Праге, где завоевал бронзовую медаль в зачёте распашных рулевых двоек — пропустил вперёд только экипажи из Советского Союза и Румынии.
В 1964 году стартовал в рулевых двойках на Олимпийских играх в Токио, вместе с напарником Иржи Палко и рулевым Зденеком Мейстршиком вновь занял третье место на предварительном квалификационном этапе, но через дополнительный отборочный заезд на сей раз всё же вышел финал — финишировал в решающем заезде пятым.
Его сын Вацлав Халупа младший тоже стал известным гребцом, участвовал в шести Олимпийских играх.